# Liolaemus tacnae
Liolaemus tacnae är en ödleart som beskrevs av  Shreve 1941. Liolaemus tacnae ingår i släktet Liolaemus och familjen Tropiduridae. Inga underarter finns listade i Catalogue of Life.